# Eryngium stenophyllum
Eryngium stenophyllum är en flockblommig växtart som beskrevs av Ignatz Urban. Eryngium stenophyllum ingår i släktet martornar, och familjen flockblommiga växter. Inga underarter finns listade i Catalogue of Life.

## Bildgalleri

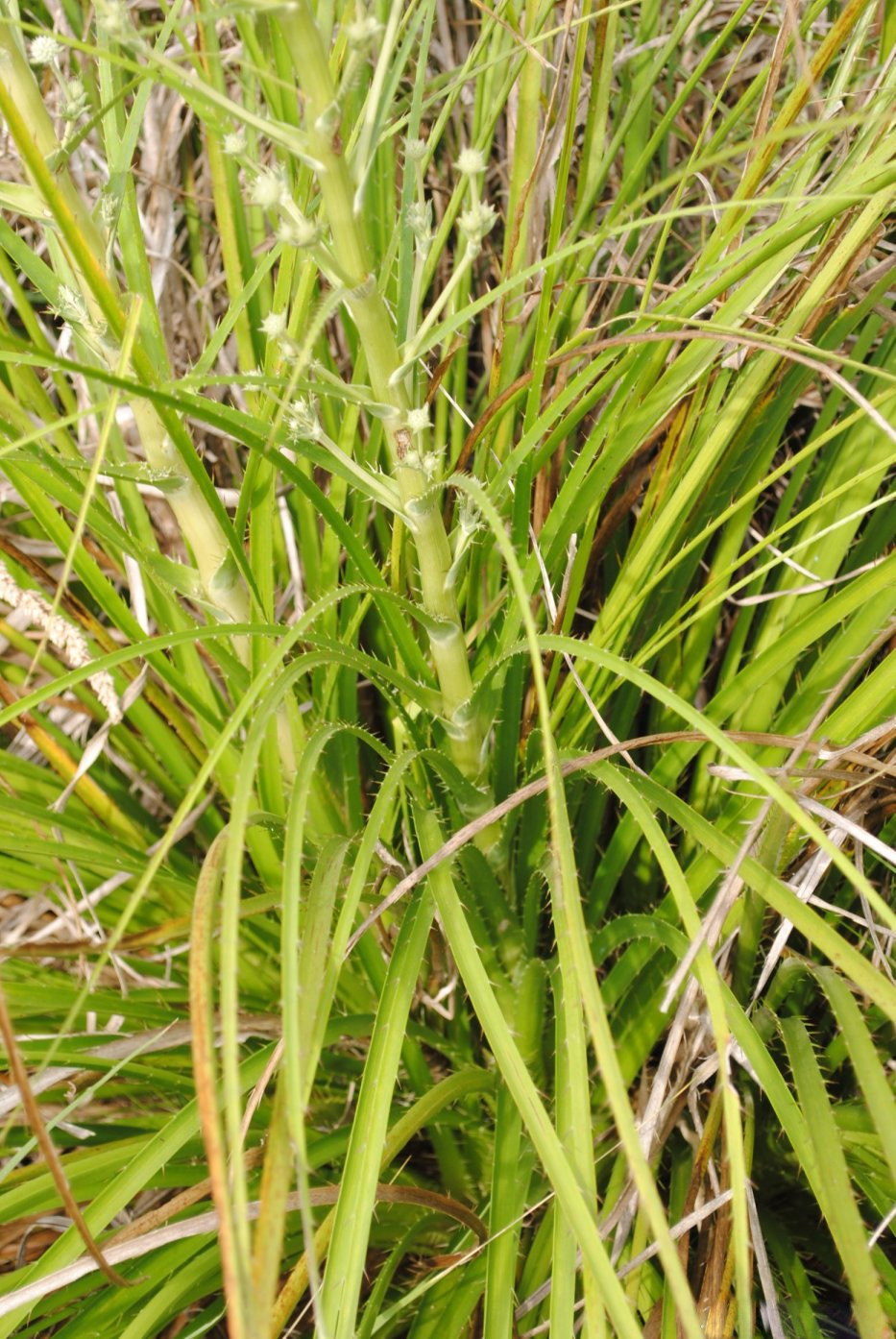
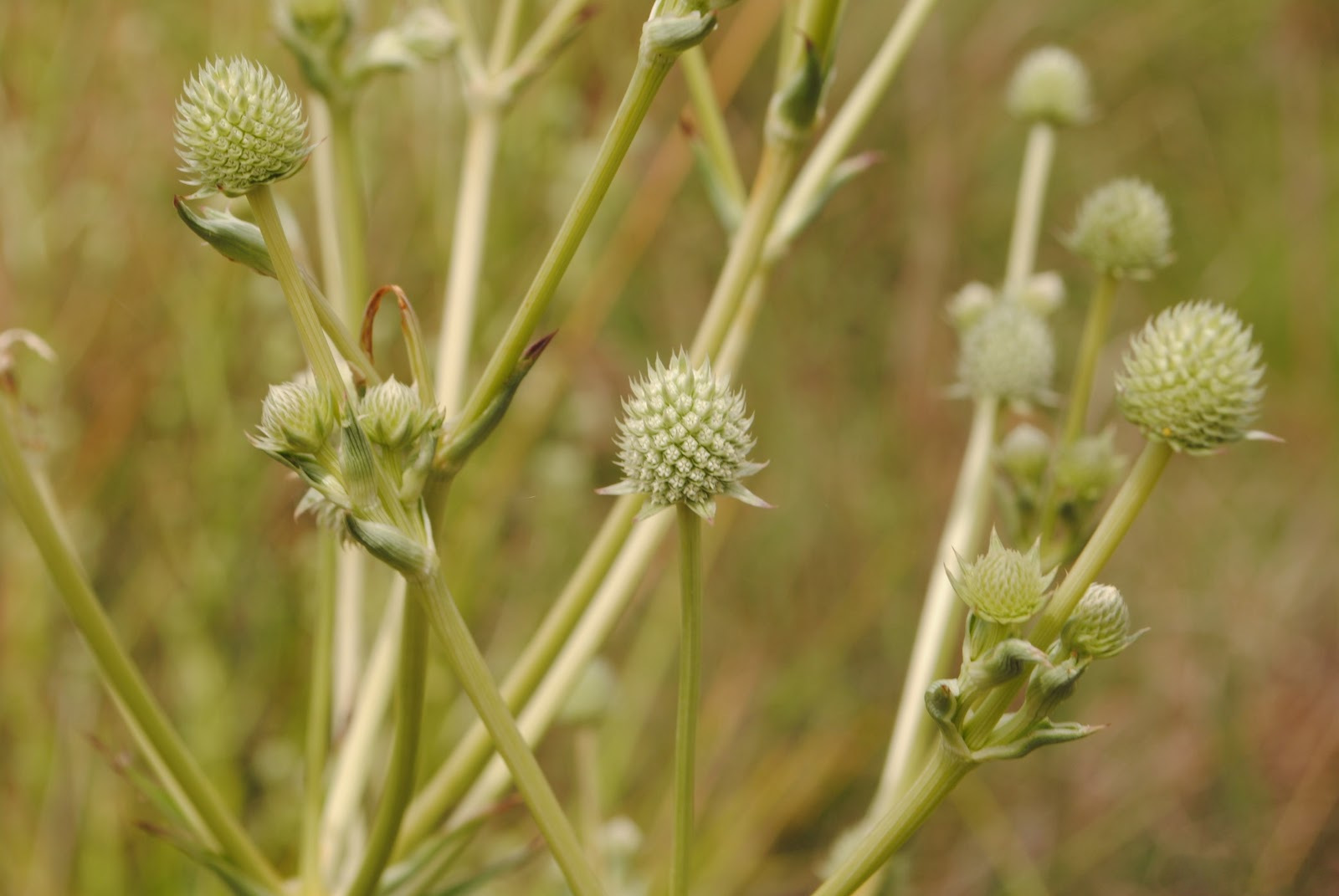